# IC 773
IC 773 је спирална галаксија у сазвјежђу Дјевица која се налази на листи објеката дубоког неба у Индекс каталогу.
Деклинација објекта је + 6° 8' 22" а ректасцензија 12h 18m 8,0s. Привидна величина (магнитуда) објекта IC 773 износи 13,8 а фотографска магнитуда 14,7. IC 773 је још познат и под ознакама MCG 1-31-44, CGCG 41-73, VCC 271, IRAS 12155+0625, PGC 39493.